# Gideão
Gideão Lima de Castro (Vitória, 19 dicembre 1987) è un ex calciatore brasiliano, di ruolo portiere.

## Carriera
Ha giocato 28 partite nella massima serie brasiliana con la maglia del Nautico.
Dopo l'esperienza con la maglia del Boavista, in Portogallo, risulta tesserato con la squadra brasiliana del Tupi F.C.